# Pushpaben Mehta
Pushpa Janardanrai Mehta, (21 tháng 3 năm 1905 – 2 tháng 4 năm 1988) còn được gọi Pushpaben Mehta, là một nhân viên xã hội và chính trị gia Ấn Độ đến từ Gujarat. Bà đã thành lập và đứng đầu một số tổ chức phúc lợi cho phụ nữ và trẻ em ở vùng Ahmedabad và Saurashtra. Bà từng là thành viên của hội đồng lập pháp của các bang Saurashtra, Bombay và Gujarat từ năm 1952 đến năm 1962. Bà từng là thành viên của Rajya Sabha từ năm 1966 đến năm 1972. Bà được trao giải Padma Bhushan vào năm 1956.

## Đầu đời
Pushpaben sinh ngày 21 tháng 3 năm 1905, cha là Harprasad Desai, một viên chức của Junagadh, và Hetuba ở Prabhas Patan (nay thuộc quận Gir Somnath, Gujarat, Ấn Độ). Sau khi học tại một trường nữ sinh địa phương ở Prabhas Patan, bà gia nhập trường thực nghiệm của Trường Cao đẳng Đào tạo Nữ sinh Mahalaxmi tại Ahmedabad vào năm 1915. Gia đình bà trở về Prabhas Patan sau trận dịch hạch ở Ahmedabad.
Bà kết hôn với Janardan Mehta, một giáo viên từ Bhavnagar, ở Prabhas Patan vào ngày 25 tháng 1 năm 1920. Họ chuyển đến Karachi sau cuộc hôn nhân, nơi Janardan dạy tại trường trung học B. V. S. Parsi. Bà có được một người con riêng từ cuộc hôn nhân trước với Janardan. Usha là con gái duy nhất của họ sinh năm 1922. Bà trúng tuyển năm 1930. Chồng bà, Janardan, qua đời vì sốt vào ngày 27 tháng 12 năm 1931. Bà chuyển đến Ahmedabad và hoàn thành bằng cử nhân từ Baroda. Bà trở thành giáo viên Trường nữ sinh thành phố ở Ahmedabad.

## Phúc lợi xã hội
Công việc của bà đã được Mahatma Gandhi tuyên dương và tham gia vào phong trào độc lập Ấn Độ. Mridula Sarabhai mời bà tham gia Jyoti Sangh, một tổ chức được thành lập vì phụ nữ và phúc lợi trẻ em do Sarabhai thành lập. Bà trở thành thư ký của Jyoti Sangh vào tháng 11 năm 1934. Trong những năm làm việc tại Jyoti Sangh, bà đã giúp đỡ những phụ nữ và trẻ em nghèo. Bà thành lập Vikas Gruh tại Hội Saurashtra ở Ahmedabad vào năm 1937 để bảo vệ cho những phụ nữ  và giúp họ tự chủ. Tổ chức ngày càng phát triển với các cơ sở phúc lợi, khu dân cư và thương mại. Năm 1954, tòa nhà mới của Vikas Gruh được khai trương bởi Tổng thống Ấn Độ Rajendra Prasad.
Bà thành lập các tổ chức xã hội ở vùng Saurashtra bao gồm Revashankar Pancholi Pragati Gruh tại Halvad năm 1944, Vikas Vidyalaya tại Wadhwan năm 1945, Kanta Stree Vikas Gruh tại Rajkot năm 1945, Shishu Mangal tại Junagadh năm 1947-48, Mahila Vikas Mandal tại Amreli năm 1950, Kasturba Stree Vikas Gruh tại Jamnagar vào năm 1956, Tapibai Vikas Gruh tại Bhavnagar vào năm 1960 và Kalyan Gram-Vikas Vidyalaya tại Morbi vào năm 1979. Bà đã thành lập ba Ashram Shalas (trường nội trú) ở các vùng bộ lạc của Saurashtra. Bà thành lập Maldhari Sangh vào năm 1950 để giải quyết vấn đề của người Maldhari trong nạn đói ở Saurashtra. Bà là người sáng lập và là chủ tịch của Samasta Gujarat Samajik Sanstha Madhyastha Mandal, một liên đoàn gồm khoảng 130 tổ chức phúc lợi xã hội ở Gujarat, được thành lập vào năm 1945.

## Chính trị
Mehta là thành viên nội các của Arzi Hukumat (chính phủ lâm thời) có công trong quá trình sáp nhập Junagadh vào năm 1947. Bà là thành viên của hội đồng lập pháp các bang Saurashtra, Bombay và Gujarat từ năm 1952 đến năm 1962. Bà là chủ tịch đầu tiên của Hội đồng Lập pháp Saurashtra. Bà từng là Chủ tịch Hội đồng phúc lợi xã hội của các bang Saurashtra, Bombay và Gujarat từ năm 1954 đến năm 1965. Bà từng là thành viên của Rajya Sabha từ ngày 3 tháng 4 năm 1966 đến ngày 2 tháng 4 năm 1972 đại diện cho Quốc hội. Bà qua đời ngày 2 tháng 4 năm 1988 tại Ahmedabad.

## Giải thưởng
Bà được trao Giải Jamnalal Bajaj về Phúc lợi cho Phụ nữ và Trẻ em vào năm 1983. Bà được trao tặng Padma Bhushan, giải thưởng dân sự cao quý thứ ba của Ấn Độ, vào năm 1956 vì những đóng góp trong các vấn đề công cộng.